# Mary-Jean O'Doherty
Pour les articles homonymes, voir O'Doherty.
Mary-Jean Anaïs O'Doherty est une soprano américaine. Elle est lauréate du premier prix de l'Opéra de Paris 2013. 

## Vie
O'Doherty nait à Houston, au Texas, d'un père australien et d'une mère arménienne, Eliza Basmadjian, de Grèce. Elle fait ses études dans la North Carolina School of the Arts et l'université de l'Est de la Caroline, où elle obtient son baccalauréat en musique en chant et flûte ainsi qu'un baccalauréat ès arts en psychologie en 2005.

## Carrière
Elle est l'une des 20 finalistes de la recherche de talents de l'Operatunity Oz 2006. O'Doherty remporte le prix ABC Symphony Australia Young Vocalist Award en 2007 et l'année suivante est la première récipiendaire du Australian International Opera Award, qui comprenait une bourse pour étudier à la Cardiff International Academy of Voice sous la direction de Dennis O'Neill, et reçoit un prix par le Tait Memorial Trust pour l'aider dans ses études à Cardiff. Peu de temps après avoir obtenu son diplôme d'études supérieures 2010, elle chante le rôle-titre dans Lucia di Lammermoor à l'Opéra national de Prague et reprend le rôle avec la compagnie la saison suivante. En novembre 2011, elle donne un concert au Royal Albert Hall dans le spectacle Classical Spectacular de Raymond Gubbay.  
En mars 2015, on annonce que O'Doherty sera membre du groupe arménien Généalogie pour le Concours Eurovision de la chanson 2015. Avec les autres membres étrangers du groupe, elle reçoit un passeport arménien du président Serzh Sargsyan le 28 avril 2015. 